# Sigelgaita
Sigelgaita ou Sikelgaita (1040 – 16 de abril de 1090) foi um princesa lombarda, filha de Guaimário IV, príncipe de Salerno, e segunda esposa de Roberto de Altavila, o duque da Apúlia e Calábria. 

## Biografia
Sigelgaita se casou com Roberto em 1058 após ele ter se divorciado de sua primeira esposa, Alberada, por conta de uma suposta consanguinidade. A irmã dela, Gaitelgrima, já tinha se casado com o meio-irmão de Roberto, Drogo. Tanto o divórcio de Alberada quanto o casamento com Sigelgaita foram, provavelmente, parte de uma estratégia de aliança com os príncipes lombardos remanescentes na região, dos quais Guaimário era o líder.
Sigelgaita tentou mediar entre seu irmão, Gisulfo II de Salerno, e o marido quando as relações entre ambos se deterioraram, mas seus apelos foram em vão e ela acabou aceitando o destino do irmão na guerra contra Guiscardo em 1078. Ela acompanhava frequentemente o seu marido em suas conquistas e, embora ela tenha a princípio tentado dissuadi-lo de atacar o Império Bizantino, acompanhou-o também na campanha contra ele. Na Batalha de Dirráquio, em 1081, ela lutou com armadura completa, reorganizando as tropas de Roberto quando elas foram repelidas num ataque inicial do exército bizantino. De acordo com a cronista Ana Comnena, ela estava "como uma outra Pallas, se não uma segunda Atena" e, na "Alexíada", a autoria atribui a ela uma citação da "Ilíada".
Em 1083, Sigelgaita retornou para a Itália com Roberto para defender o Papa Gregório VII contra o imperador Henrique IV. Ela o acompanhou também numa segunda campanha contra os bizantinos e estava ao lado do marido quando ele morreu na Batalha de Cefalônia em 1085. No início do ano seguinte, Sigelgaita estava em Salerno, doando a cidade de Centraro - que eles tinham embelezado durante o casamento - para Montecassino em honra ao marido. Ela doou também uma grande quantidade de prata numa tentativa de recuperar a saúde em outra ocasião.
Supostamente ela tentou envenenar o filho do primeiro casamento de Roberto, Boemundo, mas eventualmente ambos chegaram num acordo pelo qual o filho dela, Rogério Borsa, conseguiu suceder o pai no ducado. Com o filho, ela colocou os judeus de Bari sob o comando do arcebispo da cidade. Quando ela morreu, foi enterrada, conforme seu desejo, em Montecassino.

## Família
Com Roberto, Sigelgaita teve oito filhos:
- Mafalda (1059-60 – 1108), que se casou com Raimundo Berengário II de Barcelona e, depois, com Emérico I, visconde de Narbona.
- Rogério Borsa (1060/1061 – 1111)
- Guido (m. 1107)
- Roberto Scalio (m. 1110)
- Sibila, que se casou com Ébalo II de Roucy
- Mabília (Mabel), que se casou com Guilherme de Grandmesnil
- Heria, que se casou com Hugo V (conde de Maine)
- Olímpias, noiva de Constantino Ducas, o filho de Miguel VII Ducas e Maria Bagrationi, em 1074